# Monte Lemmon
Il Monte Lemmon è una montagna alta 2975 metri, una vetta dei monti Santa Catalina, nella Contea di Pima in Arizona. Sulla sua sommità si trova l'Osservatorio di Monte Lemmon.